# Agustín Díaz de Mera García Consuegra
Agustín Díaz de Mera García Consuegra (Daimiel, província de Ciudad Real, 27 de setembre de 1947) és un polític espanyol, membre del Partit Popular. És llicenciat en Història Moderna i Contemporània i diplomat en Comunitats Europees. ha treballat com a director del Col·legi Major "Sant Joan Evangelista" de Madrid.
Militant del Partit Popular, ha estat secretari general del partit a la província d'Àvila, membre de la Junta Directiva Nacional i membre de la Comissió Permanent a Castella i Lleó.
Amb aquest partit fou escollit senador per la província d'Àvila a les eleccions generals espanyoles de 1989, diputat a les eleccions generals espanyoles de 1993 i novament senador a les eleccions generals espanyoles de 1996 i 2000. De 1993 a 1996 fou Vocal de la Comissió de Defensa del Congrés dels Diputats. De 1997 a 2000 fou president de la Comissió de Migracions, Refugiats i Demografia del Consell d'Europa, i de 2000 a 2002 president de la Delegació espanyola davant l'Assemblea Parlamentària de la Unió Europea Occidental.
Entre 1999 i 2002 fou alcalde d'Àvila i entre 2002 i 2004 fou Director General de la Policia. Durant aquest mandat es van produir els atemptats de Madrid de l'11 de març de 2004 a Madrid. Deixà el càrrec quan fou elegit diputat a les eleccions al Parlament Europeu de 2004, sent reelegit en les de 2009. És membre de la Comissió de Llibertats Civils, Justícia i Afers d'Interior del Parlament Europeu.
El 27 de març de 2007 se li va imposar una multa de 1.000 euros per negar-se a facilitar al tribunal el nom de la persona que li va informar de l'existència d'un document secret que recollia les suposades vinculacions entre ETA i el món del terrorisme islamista, durant la seva compareixença en el judici de l'11-M. El 7 de novembre de 2007 el Tribunal Suprem va arxivar el seu cas després que facilités a la Justícia el nom de l'agent que li va comunicar l'existència del citat informe a través d'una carta al tribunal.